# Tierra del Vino (province de Valladolid)
Pour les articles homonymes, voir Tierra del Vino (homonymie).
La Tierra del Vino est une comarque de Castille-et-León, dans la province de Valladolid.

## Municipalités
- Alaejos
- Bercero
- Castrejón de Trabancos
- Castronuño
- Fresno el Viejo
- La Seca
- Matapozuelos
- Matilla de los Caños
- Nava del Rey
- Pedrosa del Rey
- Pollos
- Pozaldez
- Rueda
- San Miguel del Pino
- San Román de Hornija
- Serrada
- Siete Iglesias de Trabancos
- Tordesillas
- Torrecilla de la Abadesa
- Torrecilla de la Orden
- Villafranca de Duero
- Villalar de los Comuneros